# Mirleft

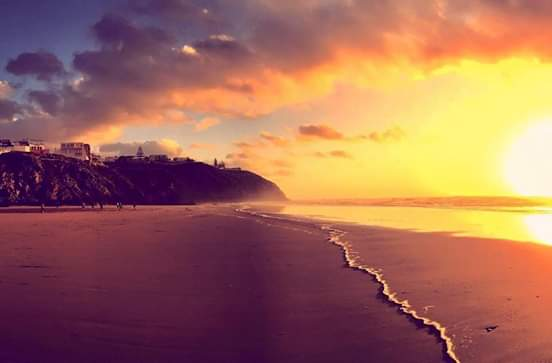
Mirleft – Ort und Strand

Mirleft (marokkanisches Tamazight ⵎⵉⵔⵍⴼⵜ; arabisch ميرلفت) ist ein Küstenort am Atlantik mit ca. 7500 Einwohnern und der Hauptort einer Gemeinde mit annähernd 10.000 Einwohnern in der Provinz Sidi Ifni in der Region Guelmim-Oued Noun im Südwesten Marokkos.

## Lage und Klima
Mirleft liegt in einer Höhe von etwa 50 bis 80 m in den westlichen Ausläufern des Antiatlas etwa 130 km (Fahrtstrecke) südlich von Agadir bzw. gut 42 km südwestlich von Tiznit. Die Provinzhauptstadt Sidi Ifni befindet sich ungefähr 32 km südwestlich. Das Klima ist beinahe wüstenartig; Regen (ca. 150 mm/Jahr) fällt hauptsächlich in den Wintermonaten.

## Bevölkerung
Ort
| Jahr      | 1994  | 2004  | 2014 | 2024 |
| Einwohner | k. A. | k. A. | 4664 | 7257 |

Gemeinde
| Jahr      | 1994 | 2004 | 2014 | 2024 |
| Einwohner | 6803 | 7026 | 8153 | 9828 |

Das leichte Bevölkerungswachstum der letzten Jahrzehnte ist im Wesentlichen auf die Zuwanderung von Berberfamilien aus dem Antiatlas-Gebirge zurückzuführen. Auch der sich mehr und mehr entwickelnde Tourismus mit seinen vielfältigen Beschäftigungsmöglichkeiten spielt eine Rolle.

## Wirtschaft
Feldwirtschaft ist in der vorwiegend sandigen Küstenregion kaum möglich, doch durchstreifen im Frühjahr immer noch zahlreiche Schaf- und Ziegenherden das Gebiet; Fischfang wird kaum noch betrieben. In der Region wachsen zahlreiche Arganbäume, deren von harten Kernen umschlossene Samenplättchen in Kooperativen zu Öl weiterverarbeitet werden. Seit den 1960er Jahren spielen der Bade- und Surftourismus wichtige Rollen im Wirtschaftsleben der Kleinstadt.

## Geschichte
Mirleft war bis zur Mitte des 20. Jahrhunderts ein kleines Fischerdorf. Danach wurde es von Hippies entdeckt, die allmählich auch andere Touristen nach sich zogen.

## Stadtbild
Die alten Häuser aus Stampflehm vermischt mit kleinen Steinen sind selten geworden und nahezu ausnahmslos dem Verfall anheimgegeben. Die neuen Häuser wurden aus Hohlblocksteinen und Beton errichtet; anschließend wurden sie verputzt und zumeist weiß gestrichen.